# هوارد ويزلي جونسون
هوارد ويزلي جونسون (بالإنجليزية: Howard Wesley Johnson) هو أكاديمي أمريكي، ولد في 2 يوليو 1922 في شيكاغو في الولايات المتحدة، وتوفي في 12 ديسمبر 2009 في ليكسينغتون في الولايات المتحدة.